# Cecidomyza laeta
Cecidomyza laeta är en tvåvingeart som först beskrevs av Zetterstedt 1850.  Cecidomyza laeta ingår i släktet Cecidomyza och familjen gallmyggor.
Artens utbredningsområde är Norge. Inga underarter finns listade i Catalogue of Life.